# 松野太郎
松野 太郎（まつの たろう、1934年10月17日 - ）は、日本の気象学者。独立行政法人海洋研究開発機構地球環境フロンティア研究センター特任研究員、東京大学名誉教授、北海道大学名誉教授。専門は気象学、特に気候システムのダイナミックス、地球温暖化予測などが研究テーマ。
長野県長野市で出生、茨城県水戸市、勝田市（現・ひたちなか市）育ち。茨城県立水戸第一高等学校、東京大学理学部卒業、東京大学大学院数物系研究科地球物理学専攻博士課程を1962年に退学、1966年に理学博士学位取得（東京大学）。東京大学教授、北海道大学教授、海洋研究開発機構地球環境フロンティア研究センター長を歴任。

## 受賞歴
- 1970年 - 日本気象学会より日本気象学会賞「赤道付近の準地衡風的運動の研究」
- 1992年 - 日本気象学会より日本気象学会藤原賞「大気力学並びに気候変動の研究の推進」
- 1997年 - 日本学士院賞「中間圏・成層圏大気力学の解明」[5]
- 1999年 - カール＝グスタフ・ロスビー研究賞「地球流体における波と流れの相互作用の理論への基本的貢献」
- 2010年 - 世界気象機関より日本人で初めて国際気象機関賞（IMO賞）
- 2013年 - ブループラネット賞「気象科学の研究・予測・解明に優れた指導力を発揮、地球温暖化と気候変動について世界の認識を深める大きな貢献をした」